# Stefan Vacano
Stefan Vacano (* 12. Dezember 1874 als Stefan Abeles in Wien; † 1963) war ein österreichischer Feuilletonist, Theater- und Romanautor sowie Philologe und Schauspieler.

## Leben
Der in Wien ansässige Stefan Abeles ließ seinen Nachnamen 1898 in „Vacano“ abändern. Er publizierte früh Feuilletons und wurde zum Freund von Otto Brahm, für den er am Deutschen Theater Berlin dramaturgische Assistenzarbeiten ausführte. Eine Stelle im Tagebuch von Arthur Schnitzler deutet an, dass Vacano und Brahm in einer homosexuellen Beziehung gewesen sein könnten. Brahm förderte Vacano, u. a. indem er dessen frühe Bühnenwerke in Berlin zur Aufführung brachte. Mutterherz (1899), ein Einakter, über den die Kritik der Zeit zwar befand, es sei „solange es feuilletonistisch bleiben darf und bleibt, (...) nicht übel, nicht ohne Geist und Laune“, fiel beim Publikum jedoch durch. Dem folgenden Drama in vier Aufzügen Der Tag, das am 19. Januar 1901 immerhin mit Albert Bassermann, Eduard von Winterstein und Friedrich Kayssler in den Hauptrollen als einziges Stück eines neuen Autors der Spielzeit erstinsziniert wurde, war ebenfalls kein besonderer Erfolg beschieden. Das umfangreich recherchierte naturalistische Theaterwerk um oberungarische Bauern im Juni 1831 verschwand nach wenigen Aufführungen wieder vom Spielplan. Nichtsdestotrotz erfuhr es eine Veröffentlichung bei dem seinerzeit bekannten und in der Fachwelt angesehenen Verleger Friedrich Fontane, einem Sohn Theodor Fontanes, der auch nachfolgende Arbeiten des Autors betreute, und wurde überdies ins Ukrainische übersetzt.
Georg Hirschfeld, der damals ebenfalls zu den jungen Dramatikern um Brahm gehörte, äußerte sich später äußerst herablassend über die menschlichen und schriftstellerischen Qualitäten Vacanos. Dabei ist jedoch ungeklärt, inwiefern die Gründe hierfür in einer persönlichen Rivalität lagen. Die zeitgenössische Kritik sah nach der Uraufführung von Der Tag in Stefan Vacano hingegen einen Autor, „der zu Hoffnungen berechtigt“, wenngleich das Stück selbst nicht unbedingtes Gefallen fand.
Vacano setzte seine literarische Arbeit später auch auf dem Gebiet des Romans fort. Bis 1915 wurde er regelmäßig in Kürschners Literaturkalender erwähnt. Sowohl in seinem Roman- wie auch im Bühnenschaffen zeigte er dabei bisweilen eine Vorliebe für pikante Themenkreise wie Mutter-Sohn-Inzest, Homosexualität oder Ehebruch. 1906 hatte er unterdessen in Bern seine Studienjahre mit der Erlangung der Doktorwürde beendet. Die weit verbreitete Publikation seiner Inaugural-Dissertation Heinrich Heine und Laurence Sterne, ein Beitrag zur vergleichenden Literaturgeschichte (1907) widmete der Philologe seiner „lieben Frau als erste Gabe“. Ansonsten lebte der in Berlin veröffentlichende Vacano in diesen Jahren zeitweise auch auf Helgoland, wo er ein Ferienhaus besaß, das er später aber verkaufte.
Vacano war mit der Schauspielerin Lotte Sarrow verheiratet, die bis 1902 ebenfalls zum Brahm-Kreis gehörte. Mit ihr gründete er im ausgehenden Jahrzehnt das Lotti-Sarrow-Ensemble, dem er als Direktor vorstand und in dem er auch als Schauspieler wirkte. Mit dieser Schauspieltruppe bereiste Vacano, eigene Mimodramen aufführend, die Metropolen Europas. Mit She pays the penalty hatte man beispielsweise im London Palladium besonderen Erfolg. Das Stück wurde von der Kritik 1913 als „one of the most artistic if rather daring productions among the many recently to be seen at Palladium“ gefeiert.
Zur Zeit des Ersten Weltkrieges verlieren sich die Spuren einer weiteren Tätigkeit Vacanos als Bühnen- oder Buchautor. Stattdessen sah man ihn nun noch einige Jahre als Darsteller größerer Rollen in diversen Abenteuer- und Sensationsfilmen Harry Piels. Bei der Produktion von Der Reiter ohne Kopf kam es schließlich zu einer Verbrennung Vacanos im Gesicht, als dieser für eine Szene mit einer Lötlampe zu hantieren hatte. Es wird von einer daraufhin folgenden „harten Auseinandersetzung“ Vacanos mit Piel berichtet, in welcher der Schauspieler androhte, die Presse über eine generell fahrlässige und rücksichtslose Produktionsweise Piels zu informieren, sollte er nicht eine Zahlung von 30.000 Mark Schmerzensgeld erhalten. Nachdem Piel Vacano ein Schmerzensgeld in Höhe von 3000 Mark angeboten hatte, welches dieser ablehnte, entspann sich wesentlich mitangestoßen durch Darstellungen Vacanos gegenüber der Filmhölle und weiteren Schriften und die folgende (später abgewiesene) Schmerzensgeldklage eine aufsehenerregende Diskussion über die Arbeitsweisen Piels.
Eine Mitwirkung Vacanos jenseits der Piel-Produktion findet sich noch vor der Uraufführung von Der Reiter ohne Kopf in Curt Courants Film Kameraden (1921), wo er die tragende Rolle des amerikanischen Millionärs Milford verkörperte. Über seinen weiteren Werdegang ist kaum etwas bekannt, allein dass seine „jüdische Familiengeschichte“ später von den Nationalsozialisten „diskutiert“ wurde. 1950 dürfte er in Düsseldorf ansässig gewesen sein. Vacano starb im Jahr 1963.

## Wirkung
Adolf Bartels berücksichtigte Vacano in seinen Darstellungen Die deutsche Dichtung von Hebbel bis zur Gegenwart (1921) und Die deutsche Dichtung der Gegenwart (1922) noch als neueren österreichischen Autor. In späteren, auch umfangreicheren Literaturgeschichten oder -lexika findet sich sein Name dagegen kaum. Die internationale Fachliteratur interessiert sich aufgrund der seinerzeit ungewöhnlichen Stoffwahl Vacanos bis heute aber punktuell für dessen schriftstellerisches Werk. Auch seine Arbeit zu Heine und Sterne wird manchmal noch in Publikationen über die beiden Schriftsteller herangezogen. Die frühe Freundschaft mit Otto Brahm berührte am Rande zudem die Lebensgeschichten Gerhart Hauptmanns und Arthur Schnitzlers, so dass Vacano ebenso in diesem Kontext noch seltene Erwähnung findet.

## Werke (Auswahl)
- Mutterherz. Comödie in einem Akt, A. Entsch Berlin Zühlcke, Berlin, 1899
- Der Tag. Drama in vier Aufzügen, F. Fontane, Berlin 1901
- Ich lag in tiefer Todesnacht. Aus dem Nachlass eines Unglücklichen F. Fontane & Co., Berlin 1908
- Sündige Seligkeit. Ein Liebeswahn. F. Fontane & Co., Berlin 1909
- Die Ehebrecherin. Drama in einem Akt, F. Fontane & Co., Dahlem-Berlin 1909
- Traum der Ehebrecherin. New Yorker Familiendrama in einem Akt. Berliner Vereins-Druckerei, Berlin 1909
- Geliebte des Abbé. Mimodrama. Druck von A. Unger, Berlin 1913
- Kinder der Vagabunden, aus dem Leben Verlorener und Wiedergefundener. F. Fontane & Co., Berlin 1916

## Filmografie (Auswahl)
- 1918: Die Ratte
- 1918: Das rollende Hotel
- 1919: Der Muff
- 1921: Kameraden
- 1921: Der Reiter ohne Kopf

## Einzelbelege
1. 1 2 3  Österreich, Niederösterreich, Wien, Matriken der Israelitischen Kultusgemeinde, 1784-1911. In: database with images, FamilySearch. 4. Februar 2020. Wien (alle Bezirke) > Geburtsbücher > Geburtsbuch F 1874-1877 März > image 32 of 323; Israelitischen Kultusgemeinde Wien (Jewish Community of Vienna) Municipal and Provincial Archives of Vienna, Austria.
2. ↑  Das Literarische Echo – Halbmonatschrift für Literaturfreunde, Deutsche Verlags-Anstalt 1899
3. ↑  Freitag, 11. Dezember 1925. Abgerufen am 11. September 2023.
4. ↑  http://www.zeno.org/Schmidt-1902/A/Fontane,+Friedrich
5. ↑  http://www.luise-berlin.de/lesezei/blz00_06/text48.htm
6. ↑  https://www.worldcat.org/title/pered-dosvitom-drama-v-cotiroh-vidslonah/oclc/838656831&referer=brief_results
7. ↑  vgl. Otto Hirschfeld: Otto Brahm. Briefe und Erinnerungen. Stilke, Berlin 1925
8. ↑  Der Briefwechsel Arthur Schnitzler-Otto Brahm: vollständige Ausgabe. Niemeyer, 1975, S. 56
9. ↑  Bühne und Welt, 1901
10. ↑  Archivierte Kopie (Memento des Originals vom 7. April 2014 im Internet Archive)  Info: Der Archivlink wurde automatisch eingesetzt und noch nicht geprüft. Bitte prüfe Original- und Archivlink gemäß Anleitung und entferne dann diesen Hinweis.
11. ↑  https://archive.org/details/heineundsternee00vacagoog
12. ↑  http://www.spurensuche-kreis-pinneberg.de/spur/juden-auf-helgoland/
13. ↑  The Playgoer and society illustrated. Volume Seven, London 1913
14. ↑  Stefan Vacano. In: filmportal.de. Deutsches Filminstitut, abgerufen am 24. Dezember 2016.
15. ↑  Matias Bleckman: Harry Piel – ein Kino-Mythos und seine Zeit. Filminstitut der Landeshauptstadt Düsseldorf, 1992, S. 110
16. ↑  Matias Bleckman: Harry Piel – ein Kino-Mythos und seine Zeit. Filminstitut der Landeshauptstadt Düsseldorf, 1992, S. 122
17. ↑  http://www.spurensuche-kreis-pinneberg.de/spur/juden-auf-helgoland/
18. ↑  Peter Sprengel: Gerhart Hauptmann – Bürgerlichkeit und großer Traum. Beck, 2012
19. ↑  Der Briefwechsel Arthur Schnitzler-Otto Brahm: vollständige Ausgabe. Niemeyer, 1975, S. 56

| Personendaten    | Personendaten                                               |
| ---------------- | ----------------------------------------------------------- |
| NAME             | Vacano, Stefan                                              |
| ALTERNATIVNAMEN  | Vacano, Stephan                                             |
| KURZBESCHREIBUNG | österreichischer Theater- und Romanautor sowie Schauspieler |
| GEBURTSDATUM     | 12. Dezember 1874                                           |
| GEBURTSORT       | Wien                                                        |
| STERBEDATUM      | 1963                                                        |